# Gabriele Münter
Gabriele Münter (ur. 19 lutego 1877 w Berlinie, zm. 19 maja 1962 w Murnau am Staffelsee) – niemiecka malarka.

## Życiorys
Urodzona jako najmłodsza z czworga dzieci lekarza-dentysty Carla Müntera i jego żony Wilhelminy. W rok po urodzeniu się Gabrieli rodzina przeniosła się do Herford, potem do Koblencji. W wieku 9 lat straciła ojca. Wcześnie zauważono jej uzdolnienia plastyczne. Na wiosnę 1897 rozpoczęła naukę w prywatnej żeńskiej szkole artystycznej w Düsseldorfie. Jesienią tego roku zmarła jej matka. Korzystając ze spadku po rodzicach, osierocona Gabriela wybrała się wraz z siostrą w odwiedziny do rodziny w USA. Z dwuletniego pobytu pozostała bogata dokumentacja fotograficzna.
W roku 1901 przeniosła się do Monachium. Ponieważ studia na tamtejszej Akademii Sztuk Pięknych były niedostępne dla kobiet, rozpoczęła naukę w szkole malarskiej Stowarzyszenia Artystek Monachijskich i kontynuowała naukę w szkole Phalanx prowadzonej przez Wilhelma Hüsgena i Waldemara Heckera, gdzie spotkała się z Wasilijem Kandinskim. W roku 1903 zaręczyła się potajemnie z Kandinskim, mimo że ten pozostawał w formalnym małżeństwie z inną kobietą i dopiero w roku 1911 rozwiódł się z żoną.
Podczas wspólnego pobytu w Paryżu w latach 1906-1907 Gabriele Münter nie poddała się wpływom ówczesnego malarstwa francuskiego i tworzyła nadal w konwencji postimpresjonistycznej. Zajmowała się wtedy głównie drzewo- i linorytem. Po powrocie z Paryża w 1908 zamieszkała z Kandinskim w Lana (południowy Tyrol), gdzie oboje malowali krajobrazy nadal w stylu późnego impresjonizmu. Marianna Wieriowkina zaprosiła oboje do Murnau, gdzie zamieszkała z Jawleńskim. Pod wpływem gospodarzy Gabriela Münter i Kandinski porzucili postimpresjonizm. Gabriela Münter stała się obok Pauli Modersohn-Becker gorącą zwolenniczką ekspresjonizmu.

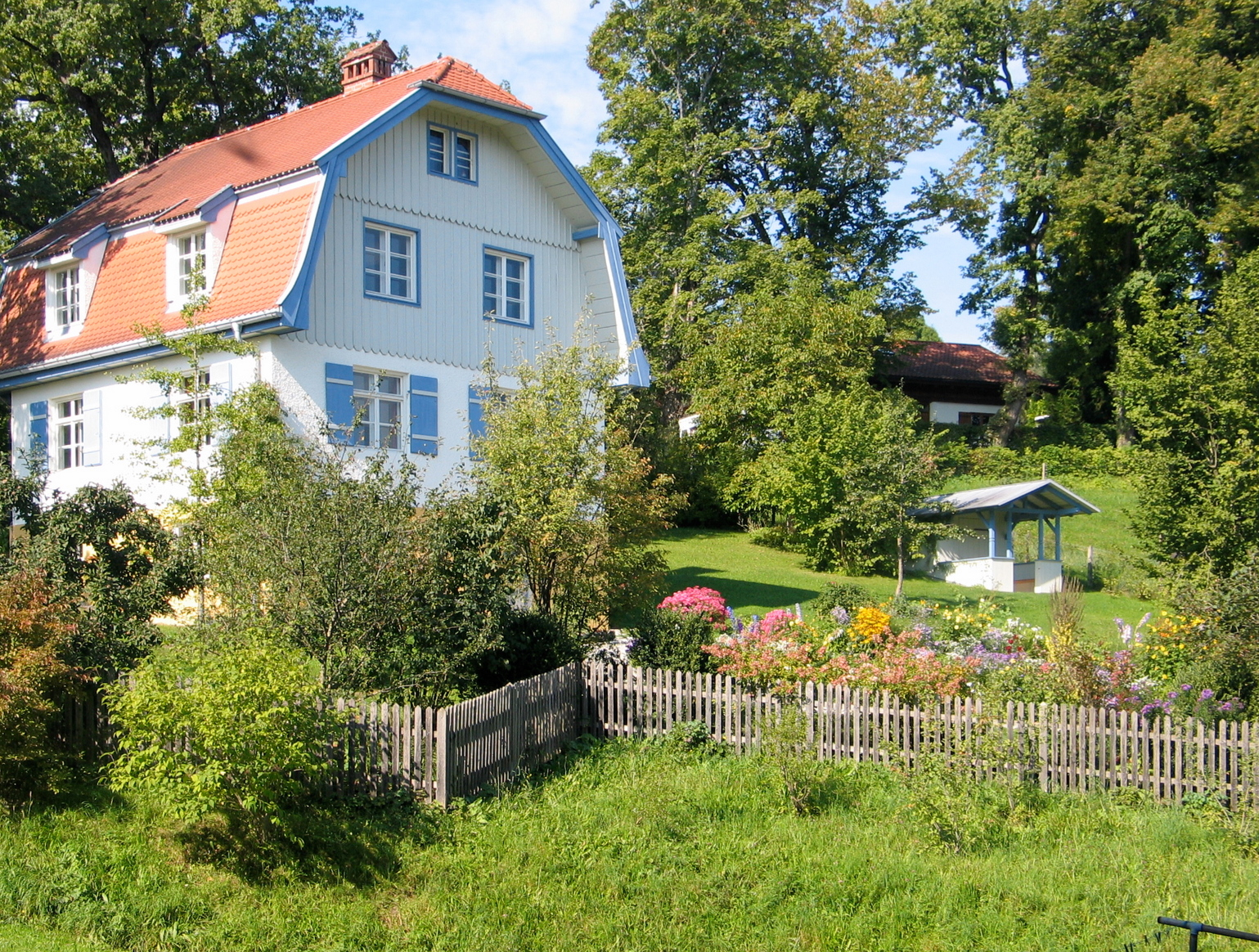
Dom Gabrieli Münter w Murnau

W roku 1909 Gabriela Münter kupiła dom w Murnau, przy Kottmüllerallee, który sąsiedzi nazwali „Russenhaus” (Dom Rosyjski) z racji goszczących tam często artystów rosyjskich.
W roku 1911 Kandinski zrezygnował z kierowania grupą „Nowego Stowarzyszenia Artystów Monachijskich” (NKVM) i utworzył nowe ugrupowanie skupione wokół wydawania almanachu „Błękitny Jeździec”. Po wybuchu I wojny światowej Kandinski jako obywatel rosyjski musiał opuścić Niemcy. Osiadł w Szwajcarii, ale i tam odmówiono mu azylu, więc wyjechał do Rosji. Gabriela Münter lata 1915-1920 spędziła w Skandynawii. Po roku 1920 przebywała na przemian w Kolonii, Monachium i Murnau, w 1925 zamieszkała w Berlinie. W 1931 powróciła do Murnau wraz z nowym towarzyszem życia, historykiem sztuki Johannesem Eichnerem. Malowała głównie kwiaty, ale też obrazy abstrakcyjne. Zaliczona przez władze hitlerowskie do „artystów zdegenerowanych” wycofała się z życia publicznego.
Po II wojnie światowej Gabriela Münter zorganizowała w 1949 roku w Monachium wystawę retrospektywną grupy „Błękitny Jeździec”. Na osiemdziesięciolecie urodzin ofiarowała miastu Monachium kolekcję dzieł własnych oraz 80 obrazów Kandinskiego i innych członków „Błękitnego Jeźdźca”, uratowanych przez nią przed akcją konfiskat „sztuki zdegenerowanej” w roku 1937. Zbiory zostały wystawione w Miejskiej Galerii w Domu Lenbacha (Städtische Galerie im Lenbachhaus).